# Northampton Spencer FC
Northampton Spencer FC is een voormalige voetbalclub uit Engeland, die in 1936 is opgericht en afkomstig is uit Northampton. De club is in 2016 opgeheven.

## Erelijst
- United Counties League Division One (1) : 2014-2015
- United Counties League Premier Division (1) : 1991-1992

## Records
- Beste prestatie FA Cup : Tweede kwalificatieronde, 1999-2000 & 2009-2010
- Beste prestatie FA Vase : Vierde ronde, 1987-1988